# AS-101 (SA-6)

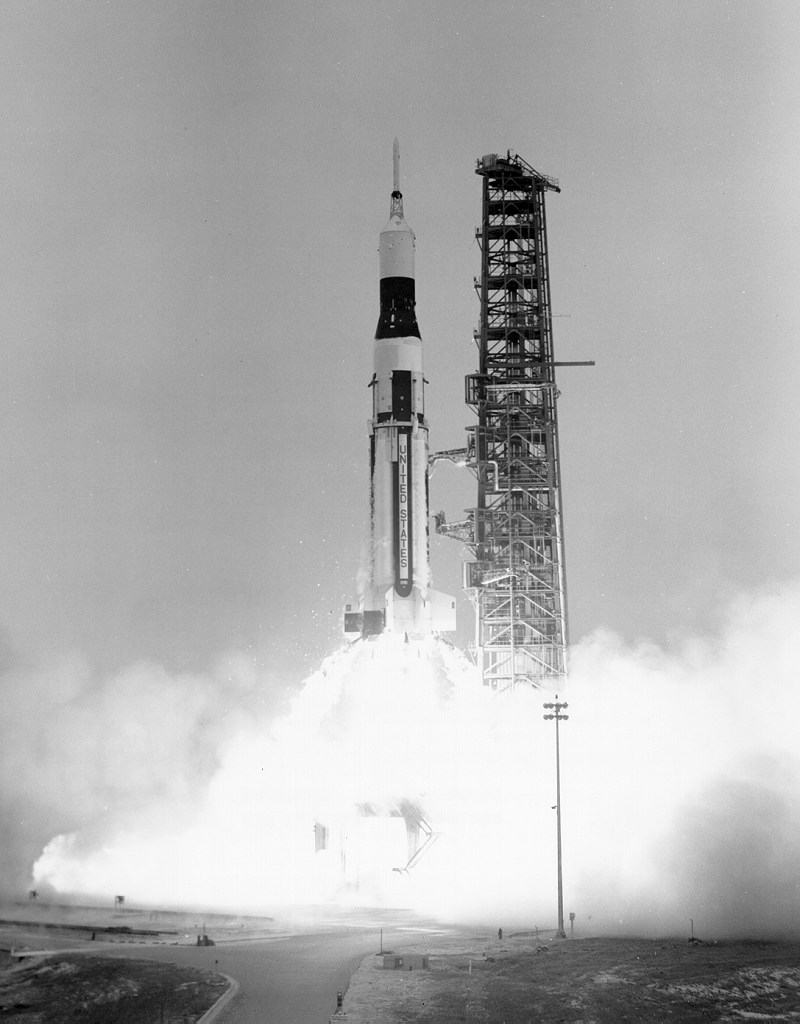
Старт SA-6

«SA-6» (англ. Saturn-Apollo 6, «Сатурн-Аполлон-6») — шостий випробувальний політ ракети-носія «Сатурн-1», здійснений за програмою «Аполлон». Другий запуск двоступеневої ракети (Block 2). Безпілотний випробувальний політ.
Основною метою польоту було підтвердження надійності ракети-носія і продовження розробки технологій, необхідних для будівництва потужніших ракет-носіїв «Сатурн-1Бі» і «Сатурн V».

## Опис
«Сатурн-1» була двоступеневою ракетою-носієм зі ступенів S-I і S-IV. Нагорі другого ступеня було прикріплено масогабаритний макет корабля «Аполлон» (BP-13) у складі командного і службового відсіків масою 7700 кг.
Командний відсік у формі алюмінієвого конуса зі сферичною основою, діаметром основи 391 см, висотою конуса 340 см, був вкритий корком для теплозахисту й імітував розміри, масу, форму і центр маси відсіку у пілотованому польоті.
На вершині відсіку було змонтовано башту системи порятунку на старті висотою 305 см, до якої було прикріплено макет двигуна довжиною 464 см.
Службовий відсік з алюмінію, діаметром 391 см, довжиною 315 см, розташовувався під командним відсіком.
Масогабаритний макет кріпився до розгінного блоку, який кріпився до перехідника.
Після запуску перехідник з відсіком приладів залишався прикріпленим до другого ступеня і макету.
Відсік приладів масою 16 900 кг довжиною 24,4 м використовувався для розміщення приладів, що вимірювали 116 показників, зокрема прискорення. Також відсік мав три телеметричні системи.

## Підготовка
Перевірка масогабаритного макета почалася у грудні 1963 hjre на полігоні в Каліфорнії і тривала впродовж двох місяців. Після доставки макета на космодром перевірки продовжилися.
На початку квітня макет було встановлено на вершині ракети-носія. Впродовж наступних шести тижнів було вирішено проблеми з системою охолодження і механізмом відстрілювання башти системи порятунку на старті.
20 травня було відкладено запуск після пошкодження захисного дротяного екрана рідким киснем внаслідок витоку пального.
26 травня зворотний відлік зупинили за 115 хвилин після пошкодження компресора системи кондиціювання повітря, що збільшило температуру у відсіку системи управління понад комфортну межу.

## Політ
28 травня пари рідкого кисню з другого ступеня закрили лінію огляду для наземних теодолітів. Подув вітру відніс пари від стартового майданчика після затримки на 38 хвилин, але викид з системи дозаправки спричинив нову затримку на 1 годину.
Під час останньої хвилини зворотного відліку відбувся викид парів рідкого кисню з комунікаційної башти закрив оптичний огляд, запуск зупинився за 41 секунду до старту. Керівництво запуском відключило сигнал від теодолітів, що дозволяло здійснити запуск в умовах оптичних перешкод.
Відлік продовжився із затримкою 75 хвилин. Пари було віднесено вітром впродовж останніх 40 секунд до запуску.
Під час запуску один із восьми двигунів першого ступеня вимкнувся на 24 секунди раніше запланованого часу — решта двигунів продовжили працювати на 2 секунди більше запланованого для компенсації зменшення тяги, а система управління виправила відхилення курсу.
Кінцеві параметри орбіти другого ступеня і прикріпленого масогабаритного макета були наближеними до запланованих.
Внаслідок викиду залишків пального апарат обертався зі швидкістю більшою на 28 градусів на секунду від запланованої.
Під час зворотного відліку і запуску всі системи працювали нормально.
Вісім кінокамер на ракеті зазнімкували роботу реактивних двигунів, розділення ступенів і посадку першого ступеня.
Макет з другим ступенем увійшли до земної атмосфери над Тихим океаном у точці з координатами 13,6° пн. ш. 179° сх. д. 1 червня 1964 року після 50 обертів.